# 鼻烟盒树
鼻烟盒树（学名：Oncoba spinosa）为大风子科鼻烟盒树属下的一个种。